# アイナ・ジ・エンド
アイナ・ジ・エンド（AiNA THE END、1994年12月27日 - ）は、日本の歌手、ダンサー、シンガーソングライター、女優。6人組ガールズグループBiSHの元メンバー。
大阪府出身。WACK所属（2025年3月まで）を経て、エイベックス・ミュージック・クリエイティヴ所属。レーベルはavex trax。

## 略歴
大阪の万博記念公園の近くで生まれ育つ。
履正社高等学校卒業後、ダンス仲間だった友人から「アイナは歌もやるべきだ」と強く薦められ、大阪から上京。
ソロシンガーとして自作曲を発表するかたわら、yucatのバックダンサーが集まったユニット・PARALLELで活動。
2015年1月、PARALLELを卒業し、BiSHのオーディションを見つけ応募。オーディションに合格し、同年3月11日よりBiSHのメンバーとして活動を始める。
2016年12月、声帯結節の手術のため1か月の活動休止。
その後、BiSHとしての活動のかたわら、MONDO GROSSO、DISH//、ジェニーハイなどソロアーティストとして楽曲に参加する。
2017年12月、エイベックスからソロデビューする権利をかけたWACK総選挙で2位を獲得しソロデビューが決定。
2018年9月、セントチヒロ・チッチと共にシングル「夜王子と月の姫/きえないで」でソロデビュー。
2020年2月、原作の大ファンであったドラマ『死にたい夜にかぎって』のエンディングテーマを担当。自身としては初めて楽曲を書き下ろした。同年12月3日、シンガーソングライターとして本格的に活動開始することを発表。
2021年1月22日、YouTubeチャンネル「THE FIRST TAKE」に出演し、当時所属していたBiSHの曲である「オーケストラ」を歌う。同年2月3日に1stソロアルバム「THE END」をリリース。また、アルバムを引っ提げたライブツアーも開催した。
2021年4月21日、ROTH BART BARONとのユニットA_oのボーカルとして、ポカリスエットのCMソングを歌唱していることを発表した。
2021年10月15日、椎名林檎がメンバーを厳選した一夜限りの女性バンド・Elopersにボーカルとして参加。ミュージックステーションで「群青日和」を披露した。
2022年1月26日、映画『SING/シング: ネクストステージ』の日本語吹替版にて、資産家ジミー・クリスタルの娘「ポーシャ」の声優を務めることが発表された。自身にとって声優の仕事は初となった。
2022年5月26日、日本初上演となるブロードウェイミュージカル『ジャニス』にて、ジャニス・ジョプリン役を務めることが発表された。自身初のミュージカル作品出演、初主演となった。
2023年3月23日、撮影中の事故で負傷したことがBiSHの公式サイトで公表される。出演が予定されていたTV出演やライブについて、BiSHとして出演延期または中止となることが発表された。負傷は頭部を30針縫う大けがだったことを明らかにしている。4月8日、全国ツアー「PUNK SWiNDLE TOUR」の秋田・あきた芸術劇場ミルハス公演からBiSHとしての活動を再開。
同年10月13日公開の映画『キリエのうた』で初出演・初主演。
2024年3月15日公開の映画『変な家』の主題歌「Frail」を手がけた。
2024年7月6日 BiSH解散後にNHKが1年密着、『Venue101 Presents What is アイナ・ジ・エンド？』がNHK総合で放送された。
2024年7月26日公開の映画『劇場版モノノ怪 第一章 唐傘』の主題歌「Love Sick」を手がけた。
2024年8月21日にリリースされた米津玄師のフルアルバム『LOST CORNER』の収録楽曲である『マルゲリータ ＋ アイナ・ジ・エンド』にボーカルとして参加した。
2025年3月14日公開の映画『劇場版モノノ怪 第二章 火鼠』の主題歌「花無双」、エンディングテーマ「渇望」を手がけた。
2025年3月31日、所属事務所「WACK」を退所し、「エイベックス・ミュージック・クリエイティヴ株式会社」に移籍することを発表。
2025年4月10日よりNetflixで独占配信されるSFアニメ『ムーンライズ』のマリー役で声優を務めた。また、主題歌「大丈夫」を手がけた。
4月12日より日本テレビで放送された土曜ドラマ『なんで私が神説教』の主題歌「Aria」を書き下ろした。ジャケ写イラストは「私のお父さんが描いてくれました」と明かす。
2025年6月9日（ロックの日）に初のフォトエッセイ『達者じゃなくても』を発売。
2025年7月3日から放送のテレビアニメ『ダンダダン』第2期オープニングテーマに「革命道中」を書き下ろしたことを発表した。作詞・作曲はアイナ・ジ・エンドとShin Sakiura、編曲はShin Sakiura。また、『ダンダダン』第2期放送直前「これ見とけば続きがもっと楽しめるじゃんよSP」ではナレーションを務めた 。

## 人物
BiSHの振り付けをデビューから一貫して担当している。当初はダンス経験者だからという名目で任されたが、実際は「振付師に支払うお金を節約するため」という理由で振り付けを行ったことが始まり。また、2017年には渡辺からそれまでの振り付け代をまとめて支払われている。首周りを触る癖のあるメンバーに対しては首に手を置いたところから振りをスタートさせるなど、外部の振り付け師にはできないメンバーの個性を生かした振り付けをモットーにしている。事務所の後輩であるEMPiREや豆柴の大群の楽曲の振り付けも一部担当している。
また、ソロで発表しているオリジナル曲の作詞、作曲は全て自身で手掛けており、「リズム」など、BiSHでも一部の楽曲でアイナ作曲の楽曲が採用されている。
役者では小松菜奈と森七菜の2人を1番推しており、自然で多彩な演技やそれに伴う魅力的な存在感に強く惹かれている。
読売テレビアナウンサーの中村秀香とは履正社高校時代の同級生であり旧友である。
ハスキーボイスが特徴。声帯結節の手術の際、ハスキーさを残すために完全には切除せず一部残してある。
父の職業がカメラマンであることを公表している。
大阪府出身であることから、WACK系のアーティストの楽曲をオンエアしていないFM802でも例外的にオンエアしている。

## 受賞歴
2023年度
- 第48回報知映画賞 新人賞（『キリエのうた』）
- ELLE CINEMA AWARDS2023 FENDI賞（『キリエのうた』）
- 第47回日本アカデミー賞 新人俳優賞（『キリエのうた』）
- 第97回キネマ旬報ベスト・テン 新人女優賞（『キリエのうた』） 

2024年度
- 咲くやこの花賞 音楽部門
- 「LoveSick」がVIDEO MUSIC AWARDS JAPAN「Best Alternative Video (最優秀オルタナティブビデオ賞)」受賞 

## 作品
順位はオリコン・ウィークリーランキング最高順位。

### CDシングル
|     | 発売日        | タイトル                  | 規格   | 規格品番   | 最高位 | 販売形態                         | 備考                                                             | 収録アルバム               |
| --- | ------------- | ------------------------- | ------ | ---------- | ------ | -------------------------------- | ---------------------------------------------------------------- | -------------------------- |
| 1st | 2018年9月19日 | 夜王子と月の姫/きえないで | CD＋BD | AVCD-94154 | 10位   | 初回生産限定盤                   | BiSHのセントチヒロ・チッチとの スプリット盤となる両A面シングル。 | 『THE END』 （きえないで） |
| 1st | 2018年9月19日 | 夜王子と月の姫/きえないで | CD     | AVCD-94154 | 10位   | 通常盤（CENTCHiHiRO CHiTTiii盤） | BiSHのセントチヒロ・チッチとの スプリット盤となる両A面シングル。 | 『THE END』 （きえないで） |
| 1st | 2018年9月19日 | 夜王子と月の姫/きえないで | CD     | AVCD-94155 | 10位   | 通常盤（AiNA THE END盤）         | BiSHのセントチヒロ・チッチとの スプリット盤となる両A面シングル。 | 『THE END』 （きえないで） |

### EP
|     | 発売日       | タイトル | 規格 | 収録曲                                                      | 規格品番   | 最高位 | 販売形態 | 収録アルバム                   |
| --- | ------------ | -------- | ---- | ----------------------------------------------------------- | ---------- | ------ | -------- | ------------------------------ |
| 1st | 2021年3月2日 | 内緒     | CD   | 1. あぁ揺れてる 2. 彼と私の本棚 3. 誰誰誰 4. 勘違いべいびー | AVCD-94997 | 18位   | 通常盤   | 『THE ZOMBIE』 （4曲とも収録） |

### フルアルバム
|     | 発売日         | タイトル            | 規格            | 規格品番          | 最高位 | 販売形態       | 備考                               |
| --- | -------------- | ------------------- | --------------- | ----------------- | ------ | -------------- | ---------------------------------- |
| 1st | 2021年2月3日   | THE END             | CD＋BD          | AVCD-96646～7 / B | 3位    | 初回生産限定盤 | 全楽曲アイナ・ジ・エンド作詞作曲。 |
| 1st | 2021年2月3日   | THE END             | CD              | AVCD-96648～9     | 3位    | MUSIC盤        | 全楽曲アイナ・ジ・エンド作詞作曲。 |
| 1st | 2021年2月3日   | THE END             | CD              | AVCD-96650        | 3位    | 通常盤         | 全楽曲アイナ・ジ・エンド作詞作曲。 |
| 2nd | 2021年11月24日 | THE ZOMBIE          | CD+BD+PHOTOBOOK | AVCD-96825A       | 12位   | 初回生産限定盤 |                                    |
| 2nd | 2021年11月24日 | THE ZOMBIE          | CD＋DVD         | AVCD-96826B       | 12位   | DVD盤          |                                    |
| 2nd | 2021年11月24日 | THE ZOMBIE          | CD              | AVCD-96827        | 12位   | CD盤           |                                    |
| 3rd | 2023年10月18日 | DEBUT （Kyrie名義） | CD+BD           | AVCD-63504        | 14位   | Blu-ray盤      |                                    |
| 3rd | 2023年10月18日 | DEBUT （Kyrie名義） | CD＋DVD         | AVCD-63503        | 14位   | DVD盤          |                                    |
| 3rd | 2023年10月18日 | DEBUT （Kyrie名義） | CD              | AVCD-63505        | 14位   | CD盤           |                                    |
| 4th | 2024年11月27日 | RUBY POP            | CD+BD           | AVCD-63658        | 10位   | 初回生産限定盤 |                                    |
| 4th | 2024年11月27日 | RUBY POP            | CD＋DVD         | AVCD-63659        | 10位   | 通常盤DVD      |                                    |
| 4th | 2024年11月27日 | RUBY POP            | CD              | AVCD-63660        | 10位   | 通常盤         |                                    |

### 配信限定シングル・EP
|                      | 配信日         | タイトル                                    | 規格                   | 収録アルバム                                    |
| -------------------- | -------------- | ------------------------------------------- | ---------------------- | ----------------------------------------------- |
| 1st                  | 2020年2月25日  | 死にたい夜にかぎって                        | デジタル・ダウンロード | アルバム『THE END』                             |
| 2nd                  | 2021年2月23日  | 誰誰誰                                      | デジタル・ダウンロード | EP『内緒』 アルバム『THE ZOMBIE』               |
| 3rd                  | 2021年4月30日  | ワタシハココニイマス for 雨                 | デジタル・ダウンロード | 配信限定EP『DEAD HAPPY』 アルバム『THE ZOMBIE』 |
| 4th                  | 2021年7月7日   | 残して                                      | デジタル・ダウンロード | アルバム『THE ZOMBIE』                          |
| 5th                  | 2021年8月20日  | ロマンスの血                                | デジタル・ダウンロード | 配信限定EP『BORN SICK』 アルバム『THE ZOMBIE』  |
| 6th                  | 2021年9月20日  | BORN SICK                                   | デジタル・ダウンロード | アルバム『THE ZOMBIE』 （4曲とも収録）          |
| 7th                  | 2021年10月25日 | われは海の子                                | デジタル・ダウンロード | 未収録                                          |
| 8th                  | 2021年10月25日 | DEAD HAPPY                                  | デジタル・ダウンロード | アルバム『THE ZOMBIE』 （4曲とも収録）          |
| 9th                  | 2022年6月6日   | 私の真心                                    | デジタル・ダウンロード | 未収録                                          |
| 10th                 | 2023年4月10日  | Red:birthmark                               | デジタル・ダウンロード | アルバム『RUBY POP』                            |
| 11th                 | 2023年7月3日   | 宝石の日々                                  | デジタル・ダウンロード | アルバム『RUBY POP』                            |
| 12th                 | 2023年10月27日 | アイコトバ                                  | デジタル・ダウンロード | アルバム『RUBY POP』                            |
| 13th                 | 2023年11月28日 | 華奢な心                                    | デジタル・ダウンロード | アルバム『RUBY POP』                            |
| 14th                 | 2023年12月31日 | 帆                                          | デジタル・ダウンロード | アルバム『RUBY POP』                            |
| 15th                 | 2024年2月5日   | 宝者                                        | デジタル・ダウンロード | アルバム『RUBY POP』                            |
| 16th                 | 2024年3月15日  | Frail                                       | デジタル・ダウンロード | アルバム『RUBY POP』                            |
| 17th                 | 2024年7月4日   | 創造                                        | デジタル・ダウンロード | 未収録                                          |
| 18th                 | 2024年7月26日  | Love Sick                                   | デジタル・ダウンロード | アルバム『RUBY POP』                            |
| 19th                 | 2024年9月12日  | ハートにハート                              | デジタル・ダウンロード | アルバム『RUBY POP』                            |
| 20th                 | 2024年10月9日  | 風とくちづけと                              | デジタル・ダウンロード | アルバム『RUBY POP』                            |
| 21st                 | 2025年3月14日  | 花無双                                      | デジタル・ダウンロード | 未収録                                          |
| 22nd                 | 2025年3月14日  | 渇望                                        | デジタル・ダウンロード | 未収録                                          |
| 23rd                 | 2025年4月10日  | 大丈夫                                      | デジタル・ダウンロード | 未収録                                          |
| 24th                 | 2025年4月30日  | Aria                                        | デジタル・ダウンロード | 未収録                                          |
| 25th                 | 2025年7月2日   | 革命道中                                    | デジタル・ダウンロード | 未収録                                          |
| THE FIRST TAKE MUSIC |                |                                             |                        |                                                 |
| -                    | 2021年3月12日  | 金木犀 - From THE FIRST TAKE                | デジタル・ダウンロード | 未収録                                          |
| -                    | 2021年3月12日  | オーケストラ - From THE FIRST TAKE          | デジタル・ダウンロード | 未収録                                          |
| -                    | 2023年11月8日  | キリエ・憐れみの讃歌 - From THE FIRST TAKE  | デジタル・ダウンロード | 未収録                                          |
| -                    | 2025年8月6日   | 革命道中 - On The Way - From THE FIRST TAKE | デジタル・ダウンロード | 未収録                                          |

### ミュージックビデオ
|      | 公開日         | タイトル             | リンク        |
| ---- | -------------- | -------------------- | ------------- |
| 1st  | 2018年9月8日   | きえないで           | [ 47 ] [ 48 ] |
| 2nd  | 2020年3月4日   | 死にたい夜にかぎって | [ 49 ]        |
| 3rd  | 2020年12月4日  | 虹                   | [ 50 ] [ 51 ] |
| 4th  | 2020年12月27日 | 金木犀               | [ 52 ] [ 53 ] |
| 5th  | 2021年1月27日  | スイカ               | [ 54 ]        |
| 6th  | 2021年2月23日  | 誰誰誰               | [ 55 ] [ 56 ] |
| 7th  | 2021年3月3日   | 彼と私の本棚         | [ 57 ]        |
| 8th  | 2021年9月20日  | ロマンスの血         | [ 58 ]        |
| 9th  | 2021年10月5日  | ペチカの夜           | [ 59 ]        |
| 10th | 2021年10月25日 | ZOKINGDOG            | [ 60 ] [ 61 ] |
| 11th | 2021年11月16日 | 神様                 | [ 62 ]        |
| 12th | 2023年6月3日   | Red:birthmark        | [ 63 ] [ 64 ] |
| 13th | 2023年7月3日   | 宝石の日々           | [ 65 ]        |
| 14th | 2023年9月26日  | キリエ・憐れみの讃歌 | [ 66 ] [ 67 ] |
| 15th | 2023年11月13日 | アイコトバ           | [ 68 ]        |
| 16th | 2024年1月9日   | 帆                   | [ 69 ]        |
| 17th | 2024年2月5日   | 宝者                 | [ 70 ]        |
| 18th | 2024年3月15日  | Frail                | [ 71 ] [ 72 ] |
| 19th | 2024年7月4日   | 創造                 | [ 73 ]        |
| 20th | 2024年7月26日  | Love Sick            | [ 74 ] [ 75 ] |
| 21st | 2024年11月27日 | Poppin' Run          | [ 76 ] [ 77 ] |
| 22st | 2025年3月14日  | 花無双               | [ 78 ] [ 79 ] |
| 23st | 2025年4月10日  | 大丈夫               | [ 80 ]        |
| 24st | 2025年4月30日  | Aria                 | [ 81 ]        |
| 25st | 2025年7月3日   | 革命道中             | [ 82 ]        |

### BiSH参加以前の作品
| 曲名           | 名義                            | リンク |
| -------------- | ------------------------------- | ------ |
| きえないで     | アイナ                          | [ 83 ] |
| スイカ         | アイナ                          | [ 84 ] |
| 最後のkiss     | ITSUKI&AINA                     | [ 85 ] |
| keep emotion   | ITSUKI&AINA                     | [ 86 ] |
| Look at me!!   | PARALLEL あいなっち（飯谷愛菜） | [ 87 ] |
| Make you smile | PARALLEL あいなっち（飯谷愛菜） | [ 88 ] |

### 楽曲参加
| 発売日         | 曲名 | 共演                                                                           | 収録作品                                                                       |
| -------------- | --- | ------------------------------------------------------------------------------ | ------------------------------------------------------------------------------ |
| 2015年11月4日  | 負けるな小さきものよ ※コーラス参加 | 若旦那                                                                         | 負けるな小さきものよ                                                           |
| 2017年3月17日  | TO THE END SHOUT IT OUT | TeddyLoid & Kダブシャイン                                                      | SILENT PLANET 2 EP vol.4 feat. アイナ・ジ・エンド（BiSH）                      |
| 2017年7月15日  | Break The Doors | TeddyLoid                                                                      | TVアニメ「18if」主題歌集                                                       |
| 2017年9月20日  | Boost Your Play | KenKen, アイナ・ジ・エンド, 鎮座DOPENESS                                       | 未音源化                                                                       |
| 2017年10月18日 | WACK is FXXK | SAiNT SEX                                                                      | WACK is FXXK                                                                   |
| 2017年10月25日 | パート・オブ・ユア・ワールド |                                                                                | Thank You Disney                                                               |
| 2017年12月6日  | gives Nerve Plastic 2 Mercy WACK is FXXK 屋上の空                                                                                                   | BiSH & GANG PARADE BiS, BiSH, GANG PARADE, EMPiRE BiS, BiSH SAiNT SEX Buzz 72+ | WACK & SCRAMBLES WORKS                                                         |
| 2018年2月6日   | 偽りのシンパシー | MONDO GROSSO                                                                   | Attune / Detune                                                                |
| 2018年3月7日   | Wasted Tears | マーティ・フリードマン, セントチヒロ・チッチ（BiSH）                           | B: The Beginning THE IMAGE ALBUM                                               |
| 2018年6月6日   | BACTERIA | SEXFRiEND                                                                      | hide TRIBUTE IMPULSE                                                           |
| 2018年10月17日 | 2 FACE | MY FIRST STORY                                                                 | S･S･S                                                                          |
| 2019年4月3日   | SING-A-LONG | DISH//                                                                         | Junkfood Junction                                                              |
| 2019年4月10日  | そして、また、、（リミックス） | BULLY IDOL                                                                     | そして、また、、（リミックス）                                                 |
| 2019年8月13日  | 光の涯 | SUGIZO                                                                         | 機動戦士ガンダム 40th Anniversary Album ~BEYOND~                               |
| 2019年11月27日 | 不便な可愛げ | ジェニーハイ                                                                   | ジェニーハイストーリー                                                         |
| 2019年12月19日 | りスタート（アイナ・ジ・エンド仮歌ver.） |                                                                                | りスタート (豆柴の大群)                                                        |
| 2020年10月28日 | 20-CRY- |                                                                                | 加藤ミリヤトリビュート・アルバム『INSPIRE』                                    |
| 2021年3月3日   | JUMON | 東京スカパラダイスオーケストラ                                                 | SKA=ALMIGHTY                                                                   |
| 2021年3月3日   | FAVE | SawanoHiroyuki[nZk]                                                            | iv                                                                             |
| 2021年3月12日  | ROLLING1000豚 [KSUKE REMIX] | マキシマム ザ ホルトン、KSUKE                                                  | LUST                                                                           |
| 2021年3月24日  | ブルーライト・ヨコハマ |                                                                                | 筒美京平 song book                                                             |
| 2021年4月21日  | BLUE SOULS | ROTH BART BARON                                                                |                                                                                |
| 2022年3月18日  | グッド・ハヴ・ビーン・ミー |                                                                                | シング：ネクストステージ - オリジナル・サウンドトラック                        |
| 2023年9月13日  | Andromeda | 布袋寅泰                                                                       | GUITARHYTHM VII                                                                |
| 2023年10月18日 | 名前のない街/邂逅 名前のない街/雨模様 燃え尽きる月 憐れみの讃歌/風琴 前髪上げたくない 幻影 ずるいよな ひとりが好き 憐れみの讃歌/路上主義 虹色クジラ |                                                                                | 「キリエのうた」オリジナル・サウンドトラック ～路花～                          |
| 2024年2月14日  | じょいふる |                                                                                | いきものがかり meets                                                           |
| 2024年4月1日   | はなむけ | Radio Happy Willows                                                            | 未音源化（FM802のACCESSキャンペーン2024年度キャンペーンソング）                |
| 2024年5月15日  | 輪 |                                                                                | まなざし ~羊毛とおはな トリビュート~                                           |
| 2024年8月21日  | マルゲリータ ＋ アイナ・ジ・エンド | 米津玄師                                                                       | LOST CORNER                                                                    |
| 2024年12月18日 | グライド |                                                                                | Salyuトリビュート・アルバム『Salyu 20th Anniversary Tribute Album "grafting"』 |
| 2025年1月29日  | カラ ※コーラス参加 | Bank Band                                                                      | 配信限定シングル『カラ』                                                       |

### 楽曲提供
| 年     | アーティスト | 曲名             | 収録作品                             | 備考                 |
| ------ | ------------ | ---------------- | ------------------------------------ | -------------------- |
| 2023年 | KiSS KiSS    | KiSS KiSS SUNSET | KiSS KiSS 1stアルバム「FiRST ALBUM」 | 作詞・作曲・振付     |
| 2023年 | 松村北斗     | ガラス花         | SixTONES 11thシングル「CREAK」       | 作詞・作曲・コーラス |

## タイアップ

### タイアップ曲
| 起用年 | 楽曲                               | タイアップ                                                                      | 初収録作品                                         |
| ------ | ---------------------------------- | ------------------------------------------------------------------------------- | -------------------------------------------------- |
| 2018年 | おやすみ泣き声、さよなら歌姫       | yonige、アイナ・ジ・エンド（BiSH）のクリープハイプ楽曲カバー映像がYouTubeで公開 |                                                    |
| 2018年 | いすゞのトラック                   | いすゞ自動車 いすゞのトラック「技術の結集」編CMソング                           |                                                    |
| 2018年 | 冬のうた                           | Amazon Amazon Prime Video「年末年始を、プライムに。」編CMソング                 |                                                    |
| 2020年 | 死にたい夜にかぎって               | MBSドラマ『死にたい夜にかぎって』エンディングテーマ                             | 配信シングル「死にたい夜にかぎって」               |
| 2021年 | 誰誰誰                             | テレビ東京ドラマ『アノニマス〜警視庁“指殺人”対策室〜』オープニングテーマ        | 配信シングル「誰誰誰」                             |
| 2021年 | ワタシハココニイマス for 雨        | ピッコマ「アメハナカラス」篇 CMソング                                           | 配信シングル「ワタシハココニイマス for 雨」        |
| 2021年 | 残して                             | 「Amazon Music presents Music4Cinema」短編映画『余りある』主題歌                | 配信シングル「残して」                             |
| 2021年 | ロマンスの血                       | 東映映画『孤狼の血 LEVEL2』インスパイアードソング                               | 配信シングル「ロマンスの血」                       |
| 2021年 | われは海の子                       | 蒲鉾本舗高政 2021年冬CMソング                                                   | 配信シングル「われは海の子」                       |
| 2022年 | 大人になって                       | Galaxy 新生活キャンペーン「ずっと一緒さ。新生活」篇 CMソング                    |                                                    |
| 2022年 | 私の真心                           | ABEMA『恋愛ドラマな恋がしたい～Kiss me like a princess～』主題歌                | 配信シングル「私の真心」                           |
| 2023年 | オーケストラ - From THE FIRST TAKE | 日本郵便「卒業と旅立ちキャンペーン」BGM                                         | 配信シングル「オーケストラ - From THE FIRST TAKE」 |
| 2023年 | Red:birthmark                      | MBS・TBS系テレビアニメ『機動戦士ガンダム 水星の魔女』Season2エンディングテーマ  | 配信シングル「Red:birthmark」                      |
| 2023年 | 宝石の日々                         | MBS・TBS系テレビアニメ『機動戦士ガンダム 水星の魔女』Season2最終回挿入歌        | 配信シングル「宝石の日々」                         |
| 2023年 | キリエ・憐れみの讃歌               | 映画『キリエのうた』主題歌                                                      | アルバム「DEBUT」 （Kyrie名義）                    |
| 2023年 | 燃え尽きる月                       | 映画『キリエのうた』劇中曲                                                      | アルバム「DEBUT」 （Kyrie名義）                    |
| 2023年 | 名前のない街                       | 映画『キリエのうた』劇中曲                                                      | アルバム「DEBUT」 （Kyrie名義）                    |
| 2023年 | ずるいよな                         | 映画『キリエのうた』劇中曲                                                      | アルバム「DEBUT」 （Kyrie名義）                    |
| 2023年 | ひとりが好き                       | 映画『キリエのうた』劇中曲                                                      | アルバム「DEBUT」 （Kyrie名義）                    |
| 2023年 | 前髪上げたくない                   | 映画『キリエのうた』劇中曲                                                      | アルバム「DEBUT」 （Kyrie名義）                    |
| 2023年 | 虹色クジラ                         | 映画『キリエのうた』劇中曲                                                      | アルバム「DEBUT」 （Kyrie名義）                    |
| 2023年 | アイコトバ                         | 日テレ系テレビアニメ『薬屋のひとりごと』エンディングテーマ                      | 配信シングル「アイコトバ」                         |
| 2023年 | 華奢な心                           | Netflix『韓国ドラマな恋がしたい』主題歌                                         | 配信シングル「華奢な心」                           |
| 2024年 | 宝者                               | TBS系テレビドラマ『さよならマエストロ〜父と私のアパッシオナート〜』主題歌       | 配信シングル「宝者」                               |
| 2024年 | Frail                              | 映画『変な家』主題歌                                                            | 配信シングル「Frail」                              |
| 2024年 | 川の流れのように                   | サントリー「サントリー生ビール トリプル生」「雨上がる」篇 CMソング              |                                                    |
| 2024年 | Love Sick                          | アニメーション映画『劇場版モノノ怪 唐傘』主題歌                                 | 配信シングル「Love Sick」                          |
| 2024年 | 幻影                               | 日本映画専門チャンネル『路上のルカ』劇中曲                                      | アルバム「DEBUT」 （Kyrie名義）                    |
| 2024年 | 創造                               | KITTE大阪コラボレーションソング                                                 | 配信シングル「創造」                               |
| 2024年 | ハートにハート                     | 江崎グリコ ポッキー「ポッキーって、楽器じゃん。/ アイナ・ジ・エンド」篇CMソング | 配信シングル「ハートにハート」                     |
| 2024年 | 風とくちづけと                     | ニベア花王 ニベアクリーム「北風のニベア吟雲」編CMソング                         | 配信シングル「風とくちづけと」                     |
| 2024年 | Poppin’Run                         | フォルクスワーゲン T-Cross「「T-Cross Life with AiNA THE END」篇CMソング        | アルバム『RUBY POP』                               |
| 2025年 | 花無双                             | アニメーション映画『劇場版モノノ怪 火鼠』主題歌                                 | 配信シングル「花無双」                             |
| 2025年 | 渇望                               | アニメーション映画『劇場版モノノ怪 火鼠』エンディングテーマ                     | 配信シングル「渇望」                               |
| 2025年 | 大丈夫                             | Netflixアニメシリーズ『ムーンライズ』主題歌                                     | 配信シングル「大丈夫」                             |
| 2025年 | Aria                               | 日本テレビ系土曜ドラマ『なんで私が神説教』主題歌                                | 配信シングル「Aria」                               |
| 2025年 | 革命道中                           | MBS/TBS系28局 テレビアニメ『ダンダダン』第2期オープニングテーマ                 | 配信シングル「革命道中」                           |

### その他
| 放送期間         | 曲名                                    | リンク  |
| ---------------- | --------------------------------------- | ------- |
| 2020年12月27日〜 | グッズ紹介のうた ～THE END～            | [ 123 ] |
| 2021年10月6日～  | グッズ紹介のうた ～THE ZOMBIE～         | [ 124 ] |
| 2024年9月6日～   | グッズ紹介のうた ～ENDROLL～            | [ 125 ] |
| 2025年1月21日～  | グッズ紹介のうた ～ハリネズミスマイル～ | [ 126 ] |

## ライブ

### 音楽フェス
- 2018年
  - 2018年 5月 3日、VIVA LA ROCK 2018 『VIVA LA J-ROCK ANTHEMS』ゲストヴォーカル[注 13]（さいたまスーパーアリーナ）

- 2019年
  - 2019年 9月28日、PIA MUSIC COMPLEX 2019『HINA-MATSURI BAND PMC 2019 SPECIAL』ゲストヴォーカル（若洲公園）

- 2021年
  - 2021年 4月10日、JAPAN ONLINE FES 2021（オンライン配信）
  - 2021年 5月 2日、VIVA LA ROCK 2021（さいたまスーパーアリーナ）、
  - 2021年 5月 4日、『VIVA LA J-ROCK ANTHEMS』ゲストヴォーカル（さいたまスーパーアリーナ）
  - 2021年 5月 5日、JAPAN JAM 2021（千葉市蘇我スポーツ公園）
  - 2021年 5月26日、日比谷音楽祭 2021『日比谷音楽祭2021開催直前オンラインスペシャル』（オンライン配信）[136]、『Hibiya Dream Session2』The Music Park Orchestra with アイナ・ジ・エンド（2021年5月30日、オンライン配信）[137]

- 2023年
  - 2023年 8月13日、ROCK IN JAPAN FESTIVAL 2023（千葉市蘇我スポーツ公園）
  - 2023年 9月30日、TOKYO CHEMISTRY　(築地本願寺)
  - 2023年10月21日、円都LIVE（千葉・KURKKU FIELDS)
  - 2023年10月29日、GUNMA MUSIC FESTIVAL 2023（Gメッセ群馬）
  - 2023年11月 5日、日比谷野音100周年 “CLOSING EVENT”YAON FES. 〜次の100年へ（日比谷公園大音楽堂）
  - 2023年11月22日、MTV VMAJ Pre-Show（ぴあアリーナMM）
  - 2023年11月22日、MTV VMAJ -THE LIVE-（Kアリーナ横浜）
  - 2023年12月24日、布袋寅泰 GUITARHYTHM VII TOUR FINAL “Never Gonna Stop!”（国立代々木競技場、Andromeda [feat. アイナ・ジ・エンド]）
  - 2023年12月28日、FM802 ROCK FESTIVAL RADIO CRAZY 2023（インテックス大阪）
  - 2023年12月31日、COUNTDOWN JAPAN 23/24（千葉・幕張メッセ国際展示場）

- 2024年
  - 2024年 5月 9日、対バン：フジファブリック×アイナ・ジ・エンド（Zepp Haneda）
  - 2024年 5月11日、MetRock大阪（海とのふれあい広場 (大阪府堺市)）
  - 2024年 5月30日、対バン:緑黄色夜祭×アイナ・ジ・エンド（Zepp Nagoya）
  - 2024年 6月 9日、対バン:渋谷すばる×アイナ・ジ・エンド（東京・豊洲PIT）
  - 2024年 6月21日、JAZZ NOT ONLY JAZZ（NHKホール）
  - 2024年 7月20日、対バン:渋谷すばる×アイナ・ジ・エンド（大阪・味園ユニバース）
  - 2024年 8月10日、ROCK IN JAPAN FESTIVAL 2024（千葉市蘇我スポーツ公園）
  - 2024年 8月25日、MONSTER baSH 2024（香川県国営讃岐まんのう公園）
  - 2024年 9月 1日、SWEET LOVE SHOWER 2024（山梨県 山中湖交流プラザ きらら）
  - 2024年10月13日、GUNMA MUSIC FESTIVAL 2024（Gメッセ群馬）
  - 2024年10月21日、対バン：UA×アイナ・ジ・エンド[M bit Live #2]（東京・EX THEATER ROPPONGI）
  - 2024年11月 5日、対バン：阿部真央×アイナ・ジ・エンド[FM802 35th Anniversary”Be FUNKY!!!” ＆GREENS present JOY NT CIRCLE]（大阪・Zepp Namba）
  - 2024年11月10日、氣志團万博2024〜シン・キシダンバンパク〜（千葉県・幕張メッセ国際展示場）
  - 2024年12月29日、FM802 ROCK FESTIVAL RADIO CRAZY 2024　（インテックス大阪）
  - 2024年12月30日、COUNTDOWN JAPAN 24/25（千葉・幕張メッセ国際展示場）

- 2025年
  - 2025年 1月30日、真心ブラザーズ『目黒フォーク村』（東京・めぐろパーシモンホール）
  - 2025年 2月15日、ap bank fes '25 at TOKYO DOME ～社会と暮らしと音楽と～（東京ドーム）
  - 2025年 2月23日、MY FIRST STORYアリーナツアー、FLEX TO THE MAX TOUR 2025へゲスト出演、2FACE [with アイナ・ジ・エンド]（愛知県国際展示場）
  - 2025年 3月2日、AGESTOCK2025、（国立代々木競技場 第一体育館）[138]
  - 2025年 3月19日、MTV VMAJPre -Show（ぴあアリーナMM）[139]
  - 2025年 3月19日、MTV VMAJ -THE LIVE-（Kアリーナ横浜）
  - 2025年 4月12日、DayDay. SUPER LIVE 2025（神奈川・ぴあアリーナMM ）
  - 2025年 5月 3日、VIVA LA ROCK 2025（さいたまスーパーアリーナ）
  - 2025年 5月17日、FM802 MEET THE WORLD BEAT 2025（万博記念公園自然文化園「もみじ川芝生広場」）
  - 2025年 5月25日、GREENROOM FESTIVAL 20th Anniversary（横浜赤レンガ倉庫）
  - 2025年 5月31日、Daiwa House Special 音道楽EXPO（大阪・関西万博、よみうりテレビ）
  - 2025年 7月20日、NUMBER SHOT2025（みずほPayPayドーム福岡「山笠ステージ・どんたくステージ」）
  - 2025年 7月30日、Music Splash!!【対バンano×アイナ・ジ・エンド】 （KT Zepp Yokohama）
  - 2025年 8月11日、CANONBALL （さいたまスーパーアリーナ）
  - 2025年 8月16日、RISING SUN ROCK FESTIVAL 2025 in EZO （北海道・石狩湾新港樽川ふ頭横野外特設ステージ）
  - 2025年 8月17日、SUMMERSONIC 2025 OSAKA（大阪万博記念公園）
  - 2025年 8月31日、SWEET LOVE SHOWER 2025（山梨県 山中湖交流プラザ きらら）
  - 2025年 9月13日、ROCK IN JAPAN FESTIVAL 2025 （千葉市蘇我スポーツ公園）
  - 2025年 9月15日、KOYABU SONIC 2025　（インテックス大阪）[140]
  - 2025年 9月18日、JAZZ NOT ONLY JAZZ Ⅱ （東京国際フォーラム）
  - 2025年10月12日、WESSION FESTIVAL 2025（大阪万博記念公園）
  - 2025年11月15日・16日（日程発表後修正）、氣志團万博2025 （千葉県・幕張メッセ国際展示場）
  - 2025年12月6日・7日、MANGA BARCELONA31 マンガバルセロナ （スペイン・バルセロナ）

## 出演

### テレビ番組
- Venue101（NHK総合）[141]
- バズリズム02（日本テレビ）[142]
- MUSIC BLOOD（日本テレビ）[143]
- ミュージックステーション（テレビ朝日）[144]
- CDTVライブ!ライブ!（TBS）[145]
- Love music （フジテレビ）[146]
- 週刊ナイナイミュージック（フジテレビ）[147]
- MUSIC FAIR（フジテレビ）[148]
- スッキリ（日本テレビ） - WEニュース：2019年10月MC担当[149]
- 水曜日のダウンタウン（2019年11月13日・11月20日・12月18日、TBS）[150]
- SDGs音楽特番 未来はぼくらの歌の中（2021年3月17日、フジテレビ）[151]
- 関ジャム 完全燃SHOW（2021年10月10日、テレビ朝日） - 「音楽業界が注目する唯一無二のヴォーカリスト」の1人として出演[152]
- マツコ会議（2022年12月17日、日本テレビ）[153]
- 2023 FNS歌謡祭 夏（2023年7月12日、フジテレビ）[154]
- ボクらの時代（2023年10月8日、フジテレビ）[155]
- かまいガチ（2023年10月11日、テレビ朝日）[156]
- 千鳥のクセスゴ！2時間SP（2023年10月22日、フジテレビ）[157]
- テレ東60祭!ミュージックフェスティバル（2023年11月15日、テレビ東京）[158]
- NHK WORLD-JAPAN Music Festival 2023（2023年11月19日、NHKワールド JAPAN）（2024年1月3日、NHK総合）[159]
- EIGHT-JAM（2024年6月23日、テレビ朝日） - 亀田誠治特集 [160]
- 2024 FNS歌謡祭 夏(2024年７月3日フジテレビ)
- Venue101 Presents What is アイナ・ジ・エンド？（2024年7月6日、NHK総合）　- 1年近くの密着特番 [161]
- DayDay（2024年10月2日、日本テレビ）[162]
- 「MA55IVE BASE」（2025年3月31日、フジテレビ）- アイナ・ジ・エンドとCrystalKay が名曲♪恋におちたらをSPセッション
- CDTV ライブ!ライブ!　（ 2025年4月14日、TBSテレビ） - 渡辺さんのお下がりギターを連れて「花無双」を歌唱
- バズリズム02（2025年5月2日、日本テレビ）　- なんで私が神説教の主題歌「Aria」をテレビ初披露
- with MUSIC（2025年5月10日、日本テレビ） - 新曲「Aria」を披露
- EIGHT-JAM（2025年6月1日、テレビ朝日） - ボーカル特集 [163][164][165]
- 2025 FNS歌謡祭夏　（2025年7月2日、フジテレビ）[166]
- CDTV ライブ!ライブ!（2025年7月7日、TBS）[167]
- ミュージックステーション SUPER SUMMER FES 2025　（2025年7月18日、テレビ朝日）

### テレビドラマ
- 死にたい夜にかぎって 第1話（2020年2月24日、MBS）
- 書けないッ!?〜脚本家 吉丸圭佑の筋書きのない生活〜 第8話（2021年3月13日、テレビ朝日） - 飯田向日葵 役
- 夏至物語（2023年10月9日、関西テレビ） - 主演[168]
- 路上のルカ（2024年7月28日、日本映画専門チャンネル） - 主演・ルカ / キリエ 役[169]

### 映画
- キリエのうた（2023年10月13日、東映） - 主演・小塚路花 / Kyrie 、小塚希 役（一人二役）[170][171][19]
- MAD MASK（2025年7月25日、IVS41 / グレープカンパニー）[172]

### 舞台
- ミュージカル「ジャニス」（2022年8月23日 - 26日、東京・東京国際フォーラム ホールA）- 主演・ジャニス・ジョプリン 役[173]

### ウェブ映画
- いまだったら言える気がする（2020年4月24日配信、YouTubeチャンネル「ROBOT CONTENT LAB」） - 鏡子 役[174]

### 吹き替え
- SING/シング: ネクストステージ（2022年3月18日、東宝東和） - ポーシャ・クリスタル 役[175]

### Webアニメ
- ムーンライズ（2025年4月10日、Netflix） - マリー 役[119]

### ラジオ
- SCHOOL OF LOCK!「アイナLOCKS!」（2021年4月5日 - 2024年3月26日、毎週月曜23:08 - 23:25、TOKYO FM・JFN系列）
- アイナ・ジ・エンドの「オールナイトニッポンX〜映画『キリエのうた』SP〜」（2023年10月12日24:00 - 25:00、ニッポン放送）
- NHK-FM「マイ・フェイバリット・アルバム」（2025年3月31日 - 2025年4月4日、22:30 - 23:20）
- TOKYO FM 広瀬すずの「よはくじかん」ゲスト出演（2025年4月26日、5月3日）[176][177]
- 東芝ライフスタイル　アイナ・ジ・エンドの「ほな、また」 （2025年7月5日-　、毎週土曜日18:00 - 18:30、TOKYOFM）[178]

### CM
- カカオピッコマ ピッコマ「アメハナカラス」 
  - 「アメハナカラス」篇 第1話（2021年4月29日 - ）[99]
  - 「アメハナカラス」篇 第2話（2021年5月3日 - ）[179]
- グラムス「ラグナドール 妖しき皇帝と終焉の夜叉姫」「アイナ・ジ・エンド篇 -15秒ver-」「アイナ・ジ・エンド篇 -30秒ver-」（2021年10月29日 - ）[180]
- 日本郵便
  - 「卒業と旅立ちキャンペーン」（2023年2月24日 - ）[104]
  - 「KITTE大阪 グランドオープン記念」（2024年7月15日 - ）[181]
- サントリー「サントリー生ビール トリプル生」
  - 「雨上がる」篇（2024年4月1日 - ）[182][110]
  - 「長すぎる夏の日」篇（2024年7月1日 - ）[183]
- 江崎グリコ「ポッキー」
  - 「ポッキーって、楽器じゃん。」篇（2024年9月13日 - ）[184]
- フォルクスワーゲン「T-Cross」『T-Cross Life with AiNA THE END』篇（2024年10月1日 - ）[185]

### イベント
- 東京クリスマスマーケット2024のオープニングセレモニー
  - イメージソングの「クリスマスカード」を生歌で初披露！（2024年11月19日、東京・神宮外苑）[186]
- 第78回ライスボウルハーフタイムショーに出演
  - （2025年1月3日、東京ドーム）[187]

### その他
- YouTubeチャンネル
  - 「本ツイ！ー本屋ついてって1万円あげたら何買うの？」でアイナ・ジ・エンドの素顔を暴く！？本屋での驚愕のお買い物に密着！！（2025年6月6日） [188]

## 書籍
- 週刊プレイボーイ×TOKYO IDOL FESTIVAL 2016公式BOOK ナツ☆イチッ!（2016年7月25日、集英社） - 「ナツ☆イチッ! オールスター・アイドル8!」として

- フォトエッセイ『達者じゃなくても』（2025年6月9日[ロックの日]、幻冬舎）[189]

### 写真集
- 幻友（2024年4月6日、KADOKAWA）[190] ISBN 978-4-04-000662-8
  - 写真展、東京・PARCO MUSEUM TOKYO（2024年3月29日～4月15日）[191]
  - 写真展、大阪・心斎橋PARCO（2024年11月22日～12月8日）[192]